# Svensk Talfilm
Svensk Talfilm var ett svenskt filmbolag från 1930-talet fram till 1960-talet. Bolaget ägdes till största del av Gösta Sandin (1892–1969). Svensk Talfilm var också delägare i AB Centrumateljéerna som restes på Djurgården i Stockholm.
Bolaget producerade 65 filmer mellan åren 1933 och 1968. Bland dessa återfinns klassiker såsom Åsa-Nisse-filmerna, Rännstensungar, Adolf Armstarke och Aktören.

## Svensk Talfilm i begynnelsen
Gösta Sandin började som texttryckare på filmbolaget Svenska Bio, men vid första världskrigets slut 1918 blev han kompanjon med Carl Fritiof Anderson, "Kino-Anders" kallad, i bolaget Kinocentralen. Bolaget blev 1921 aktiebolag vars verksamhet bestod av att vara ett filmlaboratorium där Sandin var vice VD. Under 1920-talet producerade Sandin långfilmer. Vägen fram till egna bolaget Svensk Talfilm blev lång och trasslig, vilket kan avläsas ur de handlingar som finns i Bolagsbyrån (PRV) för de skilda bolagen. De olika turerna framgår inte riktigt klart i Leif Furhammars monografi över bolaget, "Folklighetsfabriken". Sandin dök först upp i det kortlivade bolaget Publikfilm 1932, ett bolag med privata affärsintressen i ryggen, bland annat Lindahls fabriker med ägaren A Lindahl, "Lazarolkungen", som stod för huvuddelen av kapitalet. Sandin stod sedan som störste aktieägare i bolaget innan det trädde i likvidation. Publikfilm står officiellt för tre filmer, däribland Bröderna Östermans huskors, men hade i praktiken ett finger med i bland annat Kärleksexpressen (se artikel i Filmjournalen 1932 nr 39). Den officiella producenten för denna film, Wemarfilm, ägdes av Johan Westerlin som också var djupt involverad i Publikfilm. I praktiken var också skandalfilmen Tystnadens hus en Publikfilm även om den formellt producerades av bolaget Elma (se Biografbladet 1933 nr 3). Stiftare och störste aktieägare i Elma var nämnde Johan Westerlin. Denne blev sedan anmäld för förskingring och försvann ur bolaget. Publikfilm förklarades strax efter detta i likvidation. Långfilmen Två hjärtan och en skuta blev Edvard Perssons första ljudfilm. Sandin lyckades inte få kontrakt med Persson, däremot skrev skådespelaren Bullen Berglund ett tvåårskontrakt och medverkade i Hustru för en dag. De tre filmerna spelades in i en ateljé i Segeltorp utanför Stockholm, "Hollytorp". Likvidationen av Publikfilm blev en utdragen process som förefaller intimt sammanflätat med schismen kring distributionsföretaget Stockholms Filmcentral som Sandin bildat tillsammans med Halvar R Olson. Det var i stort sett samma människor som var inblandade, Sandin och hans före detta rådgivare K A Sandberg. Fram till den slutliga likvidationen av Publikfilm 1939 stod Sandberg som formell ägare. Då hade bolagets gamla räkenskapsböcker försnillats, möjligen på initiativ av Sandin. I vart fall skedde detta i samband med motsvarande händelser för Stockholms Filmcentral.
Samtidigt som Publikfilm kom på fallrepet överflyttade Sandin sina intressen till ett nytt bolag, Svensk Talfilm, som han grundade i kompanjonskap med Olsson som varit Ek-films filmchef och reklamfilmaren Seth Hesslin. Samtidigt övertog Sandin och Olson en stor aktiepost i Ek-film vars tidigare ägare bildat AB Wive. Stockholms Filmcentral blev distributör av Svensk Talfilms produktioner samt de filmer Sandin fått med sig från Ek-film och Publikfilm. Tämligen omgående uppstod en schism mellan Sandin och Olson. Sandins egen version av det hela (enligt uttalande i Dagens Nyheter 8.5.1935) var att Olson pantsatt sina aktier i Stockholms Filmcentral. Sandin erbjöds att köpa dessa, men avråddes av nämnde Sandberg som sedan utan Sandins vetskap köpte dem och inregistrerade sig som styrelseledamot i Stockholms Filmcentral. Sandberg ingav en stämningsansökan mot Sandin för att denne tagit hand om de räkenskapsböcker som visade mellanhavandena för Svensk Talfilm och Stockholms Filmcentral. Enligt Sandberg hade Sandin uppvisat en förfalskad kontokurant som visat att Svensk Talfilm hade en fordran på Stockholms Filmcentral istället för tvärtom. Därefter hade Sandin via en bulvan begärt Stockholms Filmcentral i konkurs (se Dagens Nyheter 8.5.1935). Stockholms Rådhusrätt dömde Stockholms Filmcentral att betala Svensk Talfilms fordran, men hovrätten upphävde domen i maj 1936 och den första bolagsbildningen Svensk Talfilm försattes i konkurs. Sandin och hans nye rådgivare, Walter Fröleen, anmäldes för förskingring (Dagens Nyheter 31.5.1936). De ådömdes böter för egenmäktigt förfarande. Kort därefter inregistrerade Sandin Svensk Talfilm ånyo som aktiebolag men nu som ensam ägare.
Kring Svensk Talfilm (i dess båda upplagor) och Gösta Sandin finns en rad drabantbolag med olika privatfinansiärer inblandade. Dit hör till exempel Triangelfilm, inregistrerat 5.7.1935, där flygkapten Carl Florman och regissören Gösta Rodin var inblandade. När Florman tröttnade övertogs hans andel av ingenjören och miljonärssonen Leo Comstedt i maj 1936. Denne hade tidigare inrett en ateljé i Novilla på Djurgården som han sedan drev under namnet Cromofilm tills den övertogs av Sandrews 1938. Cromofilm fick sin särskilda betydelse genom att kunna offerera lägre ateljépriser åt bolag som Triangelfilm och Svensk Talfilm. Triangelfilm och Svensk Talfilm var lierade genom ett i praktiken korsvist ägande. Sandin var representerad i Triangelfilms styrelse genom sin kompanjon i Svensk Talfilms Distributionsbyrå (stiftad 4.6.1935) Allvar Elmström. I gengäld ägde Triangelfilm ungefär hälften av aktierna i distributionsbyrån.
Trots de framgångar som flera av Svensk Talfilms produktioner hade, var bolaget i mycket beroende av de finansiella resurser som C F Anderson och Anders Sandrew kunde erbjuda i form av laboratoriekrediter och tillgång till biografdistribution (Furhammar sid 18), inte minst det sista var viktigt för ett bolag utan egna biografresurser.

## Lustspel under 1930-talet
I sin monografi gör Leif Furhammar en bred översikt över Svenska Talfilms samlade produktion och efter vilka linjer bolaget kom att arbeta från 1930-talet fram till dess att bolaget upphörde. Svensk Talfilms första egna film var lustspelet Djurgårdsnätter från 1933 med Bullen Berglund och Sture Lagerwall. Regissören Ivar Johansson spelade samma år in Hälsingar med Inga Tidblad i huvudrollen. Bullen Berglunds kontrakt hos bolaget avslutades 1934 med Kungliga Johansson, där regementskocken Carl-Ulrik avancerar till försvarsminister. Samma år kom bolagets första film med Adolf Jahr, En bröllopsnatt på Stjärnehov. Adolf Jahr hade huvudrollen i bolagets stora succéer, Samvetsömma Adolf från 1936 och Adolf Armstarke från 1937. Den populäre skådespelaren Sigurd Wallén blev en av bolagets flitiga regissörer, bland annat regisserade han den av LO finansierade Mot nya tider om den svenska arbetarrörelsen.
Sandin anställde Torsten Lundqvist som manusförfattare i början av 1930-talet och Lundqvist kom att bli bolagets mest anlitade manusförfattare. Fram till sin död stod Lundqvist bakom manus till 20 av bolagets filmer. Furhammar kallar Lundqvist för en rask brödskrivare och en nolla, och att detta motsvarade Svensk Talfilms krav.

## Beredskapsfilmer under 1940-talet

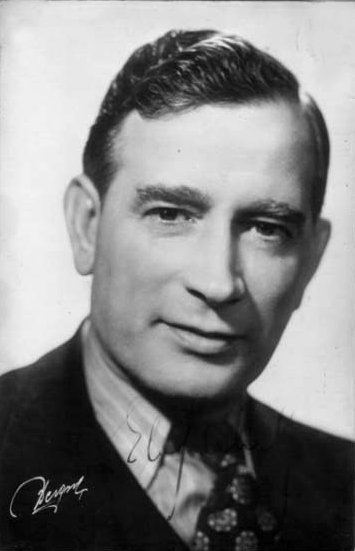
Elof Ahrle.

När andra världskrigets utbröt var bolaget snabbt med att producera patriotiska beredskapsfilmer, exempelvis Alle man på post med Bengt Idestam-Almquist som manusförfattare. Filmer som Kronans käcka gossar och Beredskapspojkar blandade patriotism med militärfars. I en rad av Svensk Talfilms filmer under kriget sågs Elof Ahrle. 1941 anställdes produktionsledaren Nils Berman, vars inflytande gjorde att bolagets filmer under några år ofta hade litterär grund, exempelvis Doktor Glas 1942 efter Hjalmar Söderbergs roman, samt Herre med portfölj från 1943 med Georg Rydeberg. Även Vändkorset och Den heliga lögnen från 1944 var filmer med litterär grund.
1940 byggdes Centrumateljéerna på Gärdet i Stockholm. Ateljéerna bestod dels av en stor hall som tidigare använts som lantbruksutställningslokal, dels tidigare kasernbyggnader som senare kom att användas av Tekniska museet. Där kom en rad av bolagets långfilmer att spelas in fram till 1943.
Sommaren 1944 flyttade bolaget till Malmö och den första film som spelades in där var Skåningar. Filmen blev ett publikfiasko. Desto större lycka hade bolaget med regissören Ragnar Frisk som spelade in melodramen Rännstensungar med Adolf Jahr, och Sten Stensson kommer till stan med Nils Poppe. I den sistnämnda filmen spelar Nils Poppe Sten Stensson Stéen, jur. kand. från Eslöv, som kommer till Stockholm med stor svada och missionen att ta itu med huvudstadens brottslighet. För Nils Poppe innebar framgången att han fick ett kontrakt med Svensk Filmindustri. Bolagets stora stjärna under kriget var Elof Ahrle, som vanligtvis spelade den hurtige och rejäle optimisten "Loffe", som med hjärtat på rätta stället får rätta till orättvisor och hjärtesorg.
Efter krigsslutet hamnade den svenska filmproduktionen i kris, bland annat på grund av konkurrens från importerade filmer samt att nöjesskatten höjdes kraftigt 1948. Under 1946 hade ingen film från bolaget premiär. Bolaget försökte sig på spekulationsfilmer och nyinspelningar av 1930-talets framgångar utan att det hjälpte.
1949 kom komedifilmen Åsa-Nisse som visade sig bli en framgång utan motstycke. Filmen blev den första i en serie om 15 filmer. Gösta Sandin såg till att som förspel ha en kortfilm med Lapp-Lisa för att på så vis locka en publik som vanligen inte gick på bio. En annan åtgärd var också att i filmen undvika svordomar, alkoholkonsumtion och skämt om sprit. Åtminstone de tre första filmerna om Åsa-Nisse hade en publik över en miljon vardera.
Den som regisserade de flesta filmerna om Åsa-Nisse var Ragnar Frisk. Frisk var Svensk Talfilms allra flitigaste regissör och han regisserade 25 långfilmer för bolaget mellan 1939 och 1961. Frisk var bland de första som anställdes på Kinocentralen på 1920-talet. Bland Frisks meriter kan dock nämnas Aktören med Nils Poppe. Enligt Leif Furhammar är det mest typiska hos Frisk som regissör hans tilltagande slarvighet. I början av 1960-talet hade Gösta Sandin överlämnat ansvaret för bolaget till sina söner Hans och Urban och dessa ersatte Frisk som Åsa-Nisse-regissör med Börje Larsson. Bolaget stämdes 1963 för att felaktigt ingått ett avtal med Åsa-Nisses skapare Stig Cederholm, till följd av att Cederholm var omyndigförklarad sedan 1958 och hade utan sin förmyndares vetskap ingått ett avtal med bolaget om fler filmer om Åsa-Nisse. Samtidigt undertecknade Cederholm och hans förmyndare ett avtal med producenten Arne Stivell att Stivells filmbolag hädanefter skulle få ensamrätten på Åsa-Nisse. Rätten gick på Cederholms linje men Svensk Talfilm överklagade domen, men återkallade överklagan i april 1964. Kort efter spelade bolaget in Åsa-Nisse i popform som blev den sista som Svensk Talfilm producerade i serien om Åsa-Nisse.
Under en period på 1950-talet ägde bolaget ett tiotal biografer i stockholmsområdet men dessa avvecklades snart. 1953 kom ytterligare en spekulationsfilm om "ungdom på glid", Fartfeber och följande år en melodram i travmiljö, De röda hästarna. Utöver detta gjorde bolaget en rad komedifilmer av enklare slag med komikerpar som Gus och Holger eller Åke Söderblom och Åke Grönberg. Bolaget producerade också några klippfilmer där man klippt ihop olika scener ur bolagets äldre filmer.
Bolagets sista film blev Salta gubbar och sextanter 1965. 1977 ändrade bolaget namn till Kornknarren Aktiebolag.

## Filmografi
| Filmer producerade av Svensk Talfilm | Filmer producerade av Svensk Talfilm                       | Filmer producerade av Svensk Talfilm | Filmer producerade av Svensk Talfilm |
| År                                   | Titel                                                      | Regissör                             | Utgiven på DVD                       |
| ------------------------------------ | ---------------------------------------------------------- | ------------------------------------ | ------------------------------------ |
| 1933                                 | Djurgårdsnätter                                            | Gösta Rodin                          |                                      |
| 1933                                 | Hälsingar                                                  | Ivar Johansson                       |                                      |
| 1933                                 | Inled mig i frestelse                                      | Gösta Rodin                          |                                      |
| 1934                                 | Kungliga Johansson                                         | Sölve Cederstrand                    |                                      |
| 1934                                 | En bröllopsnatt på Stjärnehov                              | Torsten Lundqvist                    |                                      |
| 1936                                 | Samvetsömma Adolf                                          | Sigurd Wallén                        |                                      |
| 1937                                 | Adolf Armstarke                                            | Sigurd Wallén                        | Ja                                   |
| 1937                                 | Familjen Andersson                                         | Sigurd Wallén                        |                                      |
| 1938                                 | Två år i varje klass                                       | Sigurd Wallén                        |                                      |
| 1938                                 | Sigge Nilsson och jag                                      | Sigurd Wallén                        |                                      |
| 1938                                 | På kryss med Albertina                                     | Per-Axel Branner                     |                                      |
| 1939                                 | Adolf i eld och lågor                                      | Per-Axel Branner och Ragnar Frisk    | Ja                                   |
| 1939                                 | Mot nya tider                                              | Sigurd Wallén                        | Ja                                   |
| 1939                                 | Melodin från Gamla stan                                    | Ragnar Frisk                         | Ja                                   |
| 1940                                 | Kronans käcka gossar                                       | Sigurd Wallén                        | Ja                                   |
| 1940                                 | Åh, en så'n advokat                                        | Gösta Rodin                          |                                      |
| 1940                                 | Karusellen går                                             | Sigurd Wallén                        | Ja                                   |
| 1940                                 | Alle man på post                                           | Anders Henrikson                     |                                      |
| 1941                                 | Beredskapspojkar                                           | Sigurd Wallén                        | Ja                                   |
| 1941                                 | Nygifta                                                    | Sigurd Wallén                        |                                      |
| 1941                                 | Uppåt igen                                                 | Gösta Cederlund                      |                                      |
| 1942                                 | Doktor Glas                                                | Rune Carlsten                        | Ja                                   |
| 1943                                 | Som du vill ha mej                                         | Gösta Cederlund                      | Ja                                   |
| 1943                                 | Hon trodde det var han                                     | Per-Axel Branner                     |                                      |
| 1943                                 | Aktören                                                    | Ragnar Frisk                         |                                      |
| 1944                                 | Lev farligt                                                | Lauritz Falk                         |                                      |
| 1945                                 | Rännstensungar                                             | Ragnar Frisk                         | Ja                                   |
| 1945                                 | Sten Stensson kommer till stan                             | Ragnar Frisk                         | Ja                                   |
| 1945                                 | Trav, hopp och kärlek                                      | Ragnar Frisk                         |                                      |
| 1945                                 | Gomorron Bill!                                             | Lauritz Falk                         | Ja                                   |
| 1946                                 | Ebberöds bank                                              | Adolf Jahr                           | Ja                                   |
| 1946                                 | Ungdom i fara                                              | Per G. Holmgren                      |                                      |
| 1947                                 | Vår Herre tar semester                                     | Peter Winner                         |                                      |
| 1947                                 | Här kommer vi                                              | Sture Lagerwall och John Zacharias   |                                      |
| 1949                                 | Hur tokigt som helst                                       | (klippfilm)                          |                                      |
| 1949                                 | Åsa-Nisse                                                  | Ragnar Frisk                         | Ja                                   |
| 1950                                 | Åsa-Nisse på jaktstigen                                    | Ragnar Frisk                         | Ja                                   |
| 1951                                 | Kanske en gentleman                                        | Ragnar Frisk                         | Ja                                   |
| 1951                                 | Livat på luckan                                            | (klippfilm)                          |                                      |
| 1952                                 | Adolf i toppform                                           | (klippfilm)                          | Ja                                   |
| 1952                                 | Åsa-Nisse på nya äventyr                                   | Ragnar Frisk                         | Ja                                   |
| 1952                                 | Han glömde henne aldrig                                    | Robert B. Spafford och Sven Lindberg | Ja                                   |
| 1953                                 | Åsa-Nisse på semester                                      | Ragnar Frisk                         | Ja                                   |
| 1953                                 | Fartfeber                                                  | Egil Holmsen                         | Ja                                   |
| 1953                                 | Flottare med färg                                          | Ragnar Frisk                         |                                      |
| 1954                                 | Bror min och jag                                           | Ragnar Frisk                         |                                      |
| 1954                                 | Åsa-Nisse på hal is                                        | Ragnar Frisk                         | Ja                                   |
| 1954                                 | De röda hästarna                                           | Ivar Johansson                       |                                      |
| 1955                                 | Flottans muntergökar                                       | Ragnar Frisk                         | Ja                                   |
| 1955                                 | Åsa-Nisse ordnar allt                                      | Ragnar Frisk                         | Ja                                   |
| 1955                                 | Bröderna Östermans bravader                                | Ragnar Frisk                         | Ja                                   |
| 1956                                 | Åsa-Nisse flyger i luften                                  | Ragnar Frisk                         | Ja                                   |
| 1957                                 | Åsa-Nisse i full fart                                      | Ragnar Frisk                         | Ja                                   |
| 1958                                 | Klarar Bananen Biffen?                                     | Ragnar Frisk                         | Ja                                   |
| 1958                                 | Åsa-Nisse i kronans kläder                                 | Ragnar Frisk                         | Ja                                   |
| 1959                                 | Åsa-Nisse jubilerar                                        | Ragnar Frisk                         | Ja                                   |
| 1960                                 | Åsa-Nisse som polis                                        | Ragnar Frisk                         | Ja                                   |
| 1961                                 | Åsa-Nisse bland grevar och baroner                         | Ragnar Frisk                         | Ja                                   |
| 1962                                 | Åsa-Nisse på Mallorca                                      | Börje Larsson                        | Ja                                   |
| 1963                                 | Åsa-Nisse och tjocka släkten                               | Börje Larsson                        | Ja                                   |
| 1963                                 | Sten Stensson kommer tillbaka                              | Börje Larsson                        | Ja                                   |
| 1964                                 | Åsa-Nisse i popform                                        | Börje Larsson                        | Ja                                   |
| 1965                                 | Salta gubbar och sextanter                                 | Börje Larsson                        |                                      |
| 1966                                 | Dessa fantastiska smålänningar med sina finurliga maskiner | (klippfilm)                          |                                      |
| 1968                                 | Sarons ros och gubbarna i Knohult                          | (klippfilm)                          |                                      |